# 美濃四国
美濃四国（みのしこく）は、岐阜市とその周辺一帯に広がる巡礼地。空海ゆかりの寺院で構成される。
美濃新四国、美濃四国霊場、美濃四国八十八箇所、美濃四国八十八札場とも呼ばれる。
江戸時代後期に開かれたと考えられるが、開創に当たっての資料がなく正確な年次は不詳。文久4年（1864年）の霊場一覧と地図が残されており、それ以前であることは分かっている。巡礼地は、明治期の廃仏毀釈を経て再編されたものの太平洋戦争の影響などで戦後荒廃した。昭和48年（1973年）に弘法大師生誕1200年を機に真言宗の若手僧侶が復興に着手、同50年（1975年）に復興した。この際、巡礼しやすいように、一部の寺院が変更されている。

## 霊場一覧
- 1 善光寺 岐阜市伊奈波通り （通称 岐阜善光寺）
- 2 安樂寺 岐阜市伊奈波通り
- 3 法円寺 岐阜市伊奈波通り
- 4 裁松寺 岐阜市伊奈波通り
- 5 善澄寺 岐阜市伊奈波通り
- 6 地蔵寺 岐阜市木挽町
- 7 禅林寺 岐阜市槻谷
- 8 瑞巌寺 各務原市那加北洞町
- 9 梅英寺 本巣市曽井中島
- 10 勝林寺 岐阜市木造町
- 11 本覚寺 岐阜市泉町
- 12 正覚院 岐阜市神田町
- 13 願成寺 岐阜市春日町（八幡山 願成寺）
- 14 瑞龍寺（雲龍院） 岐阜市寺町 （瑞龍寺の塔頭寺院）
- 15 龍興寺 岐阜市梅林
- 16 弘峰寺 岐阜市長森岩戸
- 17 天衣寺 岐阜市長森野一色
- 18 全超寺 岐阜市長森野一色
- 19 願成寺 岐阜市大洞
- 20 神光寺 関市下有知
- 21 宗休寺 関市西日吉町 （通称 関善光寺）
- 22 新長谷寺 関市長谷寺町
- 23 法福寺 各務原市各務車洞
- 24 薬王院 各務原市各務おがせ町
- 25 仏眼院 各務原市前渡西町 （1975年追加）
- 26 松本寺 各務原市山脇西町
- 27 桃林寺 各務原市前渡東町(前霊場薬師寺が廃寺の為、2018年新規指定登録)
- 28 少林寺 各務原市新加納町
- 29 西明寺 羽島郡笠松町円城寺
- 30 江月寺 羽島郡岐南町徳田
- 31 瑞應寺 羽島郡笠松町奈良町
- 32 開白寺 羽島市正木町須賀
- 33 徳林寺 羽島市桑原町大須
- 34 真福寺 羽島市桑原町大須 （通称 大須観音）
- 35 一乗寺 羽島市西小熊町
- 36 慈恩寺 岐阜市柳津町高桑
- 37 大日寺 岐阜市下川手
- 38 水薬師寺 岐阜市加納南広江
- 39 珠泉院 岐阜市三田洞
- 40 玉性院 岐阜市加納天神町
- 41 高家寺 各務原市那加北洞町
- 42 西方寺 岐阜市加納新本町
- 43 医王寺 岐阜市此花町
- 44 乙津寺 岐阜市鏡島 （通称 鏡島弘法）
- 45 善政院 岐阜市鏡島川原畑
- 46 立江寺 岐阜市江崎
- 47 玉蔵院 瑞穂市別府
- 48 花王院 瑞穂市生津
- 49 修学院 瑞穂市本田
- 50 宝樹寺 岐阜市曽我屋
- 51 円鏡寺 本巣郡北方町北方
- 52 国恩寺 本巣市春近
- 53 延命寺 本巣市石原
- 54 大福寺 本巣市上高屋
- 55 来振寺 揖斐郡大野町稲富
- 56 正法寺 岐阜市小野 （岐阜大仏の正法寺とは異なる）
- 57 龍雲寺 岐阜市芥見大船
- 58 洞泉寺 山県市高富南
- 59 林陽寺 岐阜市岩田
- 60 霊松院 岐阜市岩崎
- 61 法華寺 岐阜市三田洞 （通称 三田洞弘法）
- 62 宝泉院 岐阜市粟野西
- 63 大龍寺 岐阜市粟野西 （通称 高富大龍寺）
- 64 東光寺 山県市小倉
- 65 甘南美寺 山県市長滝
- 66 泉蔵寺 山県市赤尾
- 67 円教寺 山県市大桑
- 68 善性寺 山県市大桑
- 69 南泉寺 山県市大桑
- 70 般若寺 山県市大桑雑洞
- 71 弘誓寺 山県市椎倉
- 72 智照院 岐阜市岩田
- 73 林泉寺 山県市富永
- 74 三光寺 山県市富永
- 75 吉祥寺 山県市岩佐
- 76 薬師寺 岐阜市三輪中屋
- 77 清閑寺 岐阜市世保
- 78 乗福寺 山県市東深瀬
- 79 広厳寺 山県市森
- 80 延算寺（東院） 岐阜市岩井
- 81 定恵寺 岐阜市山県岩
- 82 大智寺 岐阜市北野
- 83 真長寺 岐阜市三輪
- 84 蓮華寺 関市植野
- 85 延算寺（本坊） 岐阜市岩井 - 80は延算寺東院、85は延算寺本坊である。
- 86 西光寺 岐阜市加野
- 87 洞泉寺 岐阜市加野
- 88 護国之寺 岐阜市長良雄総